# Bruce C. Heezen
Bruce Charles Heezen (Vinton (Iowa), 11 de abril de 1924 - en algún lugar del Atlántico, cerca de Islandia, 21 de junio de 1977) fue un geólogo estadounidense recordado por haber descubierto, y cartografiado junto con la cartógrafa oceanográfica Marie Tharp, la dorsal mesoatlántica en la década de 1950, mientras trabajaban para la Universidad de Columbia. 

## Biografía
Bruce Charles  Heezen nació en Vinton  (Iowa). Hijo único, se mudó a los seis años con sus padres a Muscatine (Iowa), donde se graduó de la escuela secundaria en 1942. Recibió su B.A. de la Universidad de Iowa en 1947, su maestría M.A. en 1952 y un doctorado en 1957 de la Universidad de Columbia.
Heezen colaboró ampliamente con la cartógrafa Marie Tharp. Interpretó su trabajo conjunto en la cordillera del Atlántico Medio como si apoyara la teoría de la expansión de la Tierra de Samuel Warren Carey, desarrollada en la década de 1950, pero bajo la influencia de Tharp «finalmente abandonó la idea de una tierra en expansión por una forma de deriva continental a mediados de la década de 1960».
Heezen murió de un ataque al corazón en 1977 mientras se encontraba en un crucero de investigación para estudiar la cordillera del Atlántico Medio cerca de Islandia a bordo del   submarino NR-1.

## Honores y premios
- 1964: Medalla Henry Bryant Bigelow en Oceanografía  otorgada por la Institución Oceanográfica de Woods Hole.[5]
- 1973: Medalla geográfica Cullum otorgada por la  American Geographical Society.[6]

El buque de exploración oceanográfica USNS Bruce C. Heezen fue bautizado en honor a él en 1999.
El glaciar Heezen en la Antártida lleva su nombre desde 1977.